# EN 17141
A EN 17141 é uma norma europeia fundamental para o controle de contaminação microbiológica em ambientes controlados, como salas limpas. Introduzida em agosto de 2020, ela substitui as versões anteriores EN ISO 14698-1:2003 e EN ISO 14698-2:2003. A norma estabelece diretrizes essenciais para setores críticos, incluindo indústria farmacêutico, biotecnologia, dispositivos médicos e alimentício, garantindo um controle eficaz da biocontaminação nesses ambientes. A adoção dessa norma é crucial para garantir a qualidade, segurança e conformidade regulatória em tais setores

## Objetivo e Importância da EN 17141
A EN 17141 fornece requisitos e metodologias detalhadas para o monitoramento e controle microbiológico, garantindo a integridade de produtos e processos sensíveis. Sua aplicação é crucial em ambientes onde até pequenas contaminações podem ter impactos significativos, como na indústria farmacêutica e em hospitais. 

## Estrutura e Conteúdo da EN 17141
A norma é dividida em seis seções principais:
1. Definições e Objetivos: Estabelece o propósito da norma e define termos-chave relacionados ao controle de contaminação microbiológica.
2. Requisitos para Controle de Contaminação: Aborda os critérios para monitoramento de ambientes controlados, incluindo metodologias de análise e estabelecimento de parâmetros de qualidade.
3. Estratégias de Avaliação e Gestão de Riscos: Detalha a avaliação e mitigação de riscos de contaminação microbiológica.
4. Plano de Controle de Contaminação: Fornece orientações para a elaboração de planos de controle, considerando pontos críticos e requisitos regulatórios.
5. Monitoração e Conformidade: Descreve técnicas e ferramentas para assegurar conformidade com a norma e regulamentações pertinentes.
6. Auditoria e Melhoria Contínua: Enfatiza a importância de auditorias internas e processos de melhoria contínua no controle de contaminação microbiológica.[3]

Essas seções colaboram para garantir que ambientes controlados operem conforme os padrões de qualidade exigidos, assegurando a segurança de produtos e serviços.

## Aplicações da EN 17141 em Diferentes Setores
A EN 17141 é vital para diversos setores, incluindo:
- Indústria Farmacêutica e Biotecnológica: Assegura que medicamentos e produtos biotecnológicos sejam produzidos em ambientes livres de contaminação microbiológica, garantindo segurança e eficácia.
- Dispositivos Médicos: Garante que a fabricação e armazenamento de dispositivos médicos ocorram em condições que previnam contaminações, assegurando a segurança do paciente.
- Indústria Alimentícia: Controla a biocontaminação durante a produção e distribuição de alimentos, garantindo a segurança alimentar e conformidade com regulamentações de saúde pública.[4]
- Hospitais e Áreas de Saúde: Mantém a esterilidade e segurança microbiológica em ambientes clínicos, prevenindo infecções hospitalares e garantindo a segurança do paciente.[5]

## Gestão de Riscos e Controle de Contaminação
A norma enfatiza a importância de uma gestão eficaz de riscos no controle de contaminação microbiológica, orientando sobre:
- Identificação de Pontos Críticos de Controle: Determina áreas suscetíveis à contaminação para priorizar ações corretivas.
- Definição de Níveis de Desempenho: Estabelece critérios específicos para cada ambiente controlado, garantindo condições ideais.
- Monitoramento e Auditorias Regulares: Recomenda auditorias frequentes para verificar conformidade e identificar oportunidades de melhoria.[6]

## Benefícios da Adoção da EN 17141
Implementar a EN 17141 oferece múltiplos benefícios, como:
1. Conformidade Regulatória: Assegura que processos atendam às regulamentações europeias e internacionais, evitando sanções.
2. Segurança e Qualidade: Mantém elevados padrões de segurança e qualidade, protegendo a saúde pública e garantindo a eficácia de produtos e serviços.
3. Eficiência Operacional: Promove práticas eficientes, reduzindo custos e aprimorando processos produtivos.
4. Melhoria Contínua: Fomenta uma cultura de aprimoramento contínuo, incentivando inovação e evolução nos processos e produtos.